# Uråsa församling
Uråsa församling var en församling i Östra Torsås pastorat i Östra Värends kontrakt i Växjö stift och i Växjö kommun, Kronobergs län. Församlingen uppgick 2014 i Ingelstads församling.
Församlingskyrka var Uråsa kyrka.

## Administrativ historik
Församlingen har medeltida ursprung.
Församlingen ingick till 1992 i Väckelsångs pastorat. Från 1992 till 2014 ingick den i pastorat med Östra Torsås, Jäts och Nöbbele församlingar, vilka 1995 bildade Östra Torsås kyrkliga samfällighet.. Församlingen uppgick 2014 i Ingelstads församling.